# Крольчатник
Крольча́тник — специальное здание или сооружение, где выращиваются кролики для получения от них главной продукции кролиководства: мяса, шкуры, кожи и пуха.
Крупное сооружение для разведения кроликов называется «кроликоферма» или просто «ферма». В отличие от крольчатников, которые зачастую строят на смешанных фермах, кроликофермы являются специализированными предприятиями с содержанием в среднем от 1 000 до 10 000 голов и более. Для индивидуального застройщика на приусадебном участке сооружение фермы на 50—100 крольчих относительно экономичнее постройки более мелких крольчатников.

## Структура ферм
Фермы по санитарно-гигиеническим нормам, функциональным требованиям производства, хранения и сбыта своей продукции могут иметь помещения согласно типам производимой продукции, её объёму и проводимым технологическим процессам на конкретной ферме:
- помещение постоянного содержания;
- помещение для заготовления и хранения специального кроличьего корма;
- помещение для убоя;
- помещение для хранения мяса (промышленные холодильные камеры), шкур (кладовые);
- лаборатория по контролю мяса;
- лаборатория по осеменению;
- лаборатория по вакцинации, кормлению и т. д.

## Специализация ферм
Технология производства кроликоведческой продукции зависит от специализации ферм. Товарные кроликоведческие фермы по виду производимой продукции подразделяются на:
- мясошкурковые;
- бройлерные;
- интенсивные мясные и пуховые.

## Объёмно-планировочные и конструктивные решения
Здания должны по своим габаритам отвечать требованиям технологического процесса, как правило, это здания одноэтажные, прямоугольной формы в плане, с параллельно расположенными пролётами одинаковой ширины и высоты. Перепады высот между пролётами одного направления многопролётных зданий не допускаются. Здания с пролётами двух взаимно перпендикулярных направлений, с пролётами разной ширины и высоты, а также более одного этажа допускается проектировать только при обосновании и технико-экономического сравнения вариантов содержания животных. В одном здании, как правило, объединяются помещения производственного, подсобного и складского и другого назначения. Параметры и габаритные схемы зданий указаны в ГОСТ 23838.
Высота помещений в зданиях для содержания кроликов и нутрий с регулируемыми параметрами микроклимата установлена нормами не менее от уровня пола до:
- низа выступающих конструкций (потолка) — 2,4 м;
- низа оконных проёмов — 1,2 м;
- низа конструкций подвешенного оборудования и коммуникаций — 2,0 м.

Высота (в чистоте) чердачных помещений, предназначенных для хранения грубых кормов и подстилки, в средней части чердака и в местах размещения люков в перекрытии установлена нормами не менее 1,9 м.
Полы и твёрдые покрытия на выгулах проектируются в соответствии с СП 29.13330.

## Санитарно-гигиенические требования
Для успешного кролиководства к крольчатникам и фермам предъявляются специальные санитарно-гигиенические требования, позволяющие повысить качество и объём производимой продукции.

### Воздух
В крольчатнике постоянно поддерживается определённая температура и влажность воздуха, требуется постоянное кондиционирование воздуха, поскольку кролики очень чувствительны к чистоте вдыхаемого воздуха, особенно пагубно действует на кроликов повышенное содержание в воздухе аммиака. Допустимая концентрация аммиака в воздухе не должна превышать 0,01 мг/л, при концентрации 0,02 мг/л у кроликов развиваются заболевания.
Повышенную влажность воздуха кролики переносят плохо, наиболее благоприятная относительная влажность воздуха для кроликов в пределах 60—80 %. Образование конденсата на стенах не допускается, кроме помещений с ненормируемым температурно-влажностным режимом.
При проектировании естественной вентиляции расчётная температура наружного воздуха принимается 5 °C.

### Освещение
Для кроликов, как и для всех других живых существ, свойственно иметь биологические (циркадные) ритмы. Сон-бодрствование является главным примером циркадного ритма. Управление режимом жизни кролика при помощи искусственного освещения - способ уменьшить агрессивность, увеличить плодовитость животного, сохранить его здоровье.
Интенсивность: Яркий (излишний) свет портит зрение кролика, стимулирует его к активности. Недостаточное количество света наоборот успокаивает его, экономит энергию животного. Для самок рекомендуется интенсивность 60 Люкс, для самцов - 100 Люкс, а для молодняка на откорме - 20 Люкс.

Световой день: В зимнее время световой день становится короче, поэтому следует добавлять искусственные световые часы, чтобы режим дня кролика не менялся. Для молодняка на откорме оптимальная продолжительность светового дня - 12-14 часов в сутки, а для репродуктивного стада - 14-16 часов.

### Корм
Кормление кроликов на фермах производится только полнорационными гранулированными или экструдированными кормами, которые изготавливаются в отдельных помещениях фермы или на улице специальными машинами. Такой прессованный корм позволяет значительно сократить объёмы хранения и, путём смешения различных ингредиентов, включать в себе все необходимые питательные вещества.

#### Копрофагия
Копрофагия (секотропия) — особенность диких и домашних кроликов, заключающаяся в поедании животными своего кала; он поедается избирательно, преимущественно мягкий, из-за отличия в химическом составе. Мягкий кал выделяется в 5-15 часов дня, он представляет собой гроздевидную массу из мелких тёмных катышков и содержит витамины В1 и К, азотистые вещества, аминокислоты и микроорганизмы. Под влиянием ферментативной активности микроорганизмов происходит дальнейшее переваривание питательных веществ, включая клетчатку.
Исследования показывают, что копрофагия способствует лучшему перевариванию и всасыванию питательных веществ; кролик обогащает свой организм полноценными белками и витаминами, чем достигается хороший прирост живой массы. При лишении кроликов копрофагии, они худеют, сокращается плодовитость, возникают частые аборты, мертворождение, быстрая смерть.

### Шум
По сравнению с другими сельскохозяйственными животными кролики очень пугливы. При отборе кроликов на племя необходимо преимущественно оставлять в стаде животных с сильным и уравновешенным типом нервной системы, особенно большое значение это имеет при выборе самцов-производителей. Чтобы кролики меньше нервничали и привыкали к шуму, на фермах включают тихую спокойную музыку.

### Клетки
В зарубежном кролиководстве широко применяется промышленная технология выращивания кроликов (т. н. механизированные крольчатники), содержание их в механизированных клеточных батареях в закрытых помещениях, в которых для создания оптимального микроклимата применяется кондиционирование воздуха. Клетки полностью или частично изготавливаются из металлической проволоки, сваренной в решётки (сетки).
При содержании кроликов используют индивидуальные и групповые клетки. В индивидуальных клетках содержат самцов и самок основного стада, в групповых — животных племенного и ремонтного молодняка, для молодняка промышленного направления их расчёта 0,12 м2, ремонтного — 0,17 м2 площади клетки.
В зависимости от климатических условий, клетки устанавливаются в закрытых помещениях, либо под навесом на деревянных или шлакоблочных подставках высотой 80 см для удобства их обслуживания.
Клетки для маточного стада изготавливают одно- или двухсекционными из расчёта 0,71 м2 на кролика для односекционной клетки (размер клетки 1,2 х 0,6 м) и 0,78 м2 для двухсекционной (размер клетки 1,3 х 0,6 м).
Полы клеток могут быть сетчатыми, реечными или сплошными. Для сеточных полов используется сетка с размером ячеек 15х15 или 18х18 мм. Реечные полы изготавливаются из планок шириной 1,5—2,5 см и крепятся на расстоянии 1,5—2,0 см. Сплошной деревянный пол целесообразен в холодное время года, хотя и не гигиеничен, так как кроличий навоз и насыщенная аммиаком моча остаются, как правило, в клетках; для очищения клеток с такими полами предусматривается небольшой уклон пола и отверстиями в нём. Зимой в сетчатых клетках некоторые кролиководы насыпают сена, которое в купе с кроличьим пухом не даёт кроликам замёрзнуть.

### Техническая литература
- Бондаренко С. П. Содержание кроликов мясо-шкурковых пород. — илл. — М.: АСТ, 2009. — 223 с. — (Приусадебное хозяйство). — ISBN 978-5-17-059952-3.
- Сидоркин В. А. Паразитные болезни кроликов. — М.: ООО «Аквариум-Принт», 2005. — 48 с. — ISBN 5-98435-504-3.
- Гурьянов В. В., Берестов А. А., Родюков А. П. Выращивайте кроликов. — Петрозаводск: «Карелия», 1992. — 93 с. — ISBN 5-7545-0579-5.
- Зипер А. Ф. Разведение кроликов. — 2-е изд.; ил. — М.: М.: АСТ; Донецк: Р17, Сталкер, 2007. — 94 с. — (Приусадебное хозяйство). — 7000 экз. — ISBN 5-17-008505-2 (ООО «Издательство ACT»). — ISBN 966-596-432-2 (Сталкер).

### Нормативная литература
- НТП-АПК 1.10.06.001-00 // Нормы технологического проектирования звероводческих и кролиководческих ферм. — 2000.